# Wien Quartier Belvedere
Wien Quartier Belvedere (niem: Haltestelle Wien Quartier Belvedere) – przystanek kolejowy w Wiedniu, w Austrii. Znajduje się na Stammstrecke, na granicy dzielnic Landstraße (Wiedeń) i Wieden, przy skrzyżowaniu Prinz-Eugen-Straße i Arsenalstraße. Do 2002 nazwa przystanku brzmiała Wien Südbahnhof (S-Bahn). Zatrzymują się tutaj pociągi S-Bahn linii S1, S2, S3, S4.

## Linie kolejowe
- Linia Stammstrecke